# Amore Cars
Amore Cars Ltd. war ein US-amerikanischer Hersteller von Automobilen.

## Unternehmensgeschichte
Das Unternehmen wurde am 10. April 1974 in Milwaukee in Wisconsin gegründet. 1978 begann die Produktion von Automobilen und Kit Cars. Der Markenname lautete Amore, evtl. mit dem Zusatz Cimbria. Am 17. April 1978 wurde die Marke Cimbria geschützt. 1990 endete die Produktion. Insgesamt entstanden über 500 Fahrzeuge.
Nereia Cars setzte die Produktion eines Modells unter eigenem Markennamen fort.

## Fahrzeuge
Das erste Modell war der Cimbria. Es war ein Coupé mit Flügeltüren. Anfangs bildete ein Fahrgestell vom VW Käfer die Basis. Später kam ein Rohrrahmen zum Einsatz, der V6- und V8-Motoren aufnehmen konnte.
1984 ergänzte die besser ausgestattete Variante Viper 2000 das Sortiment. Dieses Modell war nur als Komplettfahrzeug erhältlich. Zur Wahl stand unter anderem ein Sechszylinder-Boxermotor vom Porsche 930 mit Turbolader. Eine Quelle gibt an, dass lediglich ein Fahrzeug entstand.